# Joan McCusker
Joan McCusker (nascida Joan Elizabeth Inglis, Yorkton, 8 de junho de 1965) é uma ex-curler do Canadá. Foi campeã olímpica em Nagano 1998.
Também participou das equipes que conquistaram os campeonatos mundiais de curling de Genebra 1993, Oberstdorf 1994 e Berna 1997.
Desde de 2001, é a principal comentarista de curling, ao lado de ex-atleta olímpico Mike Harris, para a Canadian Broadcasting Corporation (CBC). Em 1999, passou a fazer parte do Hall da Fama do Curling e, em 2000, do Canadá Sports Hall of Fame.